# Las Margaritas (Córdoba)
Las Margaritas es un barrio de la ciudad de Córdoba (España), perteneciente al distrito Noroeste. Está situado en zona centro-sur del distrito. Limita al norte con los barrios de Arruzafilla y Moreras; al este, con el barrio de Huerta de la Reina; al sur, con barrio de Cercadilla-Medina Azahara; y al oeste, con el barrio de Arroyo del Moro.

## Historia
Esta barriada constituyó al menos en la segunda mitad del siglo XIX, una zona de expansión extramuros en la zona norte de Córdoba y fueron sus primeros moradores los obreros de las industrias que se instalaron en las proximidades del ferrocarril y, sobre todo, empleados del propio ferrocarril que con el paso de los años llegaron a ser mayoría.
Otra de las fábricas de importancia existentes en la zona fue la conocida como Fundición Las Margaritas, uno de los complejos industriales más importante de la época situado aproximadamente en lo que hoy es la estación de autobuses y cuya existencia se refleja en el plano de Córdoba de Dionisio Casañal de 1884.
A principios del siglo XX se incrementaron las instalaciones industriales en la zona, destacando entre otras la Sociedad de Utensilios y Productos Esmaltados, popularmente “La Porcelana”, fundada en 1900 y cerrada en 1964; la Metalgráfica Cordobesa, S.A., más conocida como “La Fábrica de las Latas”, creada a principios del siglo XX y cerrada en 1971; la fábrica de aceites y jabones de la familia Eraso Salinas, “El Chimeneón”, cerrada a finales de los años sesenta, la fábrica de tejas y ladrillos La Almadraba y el complejo de CAMPSA y sus empresas auxiliares, como Ávila, con su flota de camiones para la distribución del combustible y el edificio que aún subsiste en cuyo patio interior se guardaban los vehículos.
A finales de los años sesenta y principios de los setenta del siglo XX, el aprovechamiento industrial de la zona inició su declive y comenzó su sustitución por usos residenciales.
La llegada del siglo XXI trajo la desaparición de las instalaciones ferroviarias como el paso de las Margaritas, el soterramiento de la línea férrea y la construcción de la nueva estación, con lo que la barriada se ha visto sometida a una gran presión inmobiliaria por la revalorización de los terrenos y poco a poco muchas de sus casas centenarias fueron cayendo bajo la piqueta, alzándose en su lugar los modernos edificios de oficinas, hoteles y pisos de lujo que hoy podemos contemplar.

## Lugares de interés
- Estación de autobuses de Córdoba